# Tachina chaoi
Tachina chaoi là một loài ruồi trong họ Tachinidae.